# ウィンドー (芸能プロダクション)
有限会社ウィンドー（英文社名；window Inc.）は、東京都港区に本社を置く日本の芸能プロダクション。

## 沿革・概要
- 佐野昭子が設立。芸能人、音楽家の育成、マネージメントを業務として行う。
- 2015年にはZOOの元リーダー・TACOをプロデューサーに迎え、キャッシュボックスとマイケル・ジャクソン追悼イベント「MJ COMPLEX」を開催している。

## 主な所属タレント

### 女性タレント
- 森野朝美[2]
- reverseM（上遠野マリカ、真理杏、眞弥もえ）
- 中村麻由
- 真東愛
- 田中ひかり[3]

## かつて所属していた主なタレント
- 久保亜紗香
- 潮田ひかる
- 田内友里愛
- 田坂瑠莉花（むすびズム・宮島るりか）[4]
- 中武佳奈子
- 二階堂綾乃
- 平塚由佳
- 保阪香菜子
- 藤川優里
- 松坂紗良
- 三田ちとせ
- 峰のぞ美
- 吉野七宝実